# Gemmabryum mexicanum
Gemmabryum mexicanum là một loài Rêu trong họ Bryaceae. Loài này được (Mont.) J.R. Spence mô tả khoa học đầu tiên năm 2007.